# Alcochete (freguesia)
A Freguesia de Alcochete, com sede na vila que lhe dá o nome, é uma freguesia portuguesa do Município de Alcochete com 119,44 km² de área e 13 328 habitantes (censo de 2021), tendo, por isso, uma densidade populacional de 111,6 hab./km².

## História
Em Alcochete nasceu em 1469 o futuro D. Manuel I, que lhe viria a dar foral em 1515.
Em finais do século XIX era uma zona de veraneio muito apreciada pelos lisboetas.
Desde o século XVII que as actividades mais relevantes têm sido a agricultura, a exploração do sal e a actividade piscatória.
Situa-se nesta freguesia parte da Reserva Natural do Estuário do Tejo.

## Demografia
A população registada nos censos foi:
| Ano  | 0-14 Anos | 15-24 Anos | 25-64 Anos | > 65 Anos |
| 2001 | 1526      | 1129       | 5096       | 1343      |
| 2011 | 2277      | 1266       | 6936       | 1760      |
| 2021 | 2127      | 1533       | 7133       | 2435      |

## Património
- Olaria romana do Porto dos Cacos ou Porto dos Cacos
- Igreja de São João Baptista (Alcochete) ou Igreja Matriz de Alcochete
- Capela de Nossa Senhora da Vida ou Capela da Senhora da Vida ou Antiga Capela do Espírito Santo
- Igreja da Misericórdia de Alcochete
- Pelourinho de Alcochete

## Personalidades ilustres
- Barão de Alcochete e Visconde de Alcochete